# Sydney Police
Sydney Police (Police Rescue) est une série télévisée australienne créée par Christopher Lee, composée d'un téléfilm de 90 minutes diffusé le 15 mars 1989, suivi de 61 épisodes de 50 minutes diffusés entre le 14 février 1991 et le 22 novembre 1996 sur ABC1.
En France, la série est diffusée depuis le 27 août 1994 sur TF1 puis rediffusée sur TMC, et au Québec à partir de février 2000 à Séries+. La série a également été diffusée en Belgique sur RTL TVI. Elle reste inédite dans les autres pays francophones.

## Synopsis
Cette série raconte Le quotidien de la brigade de sauvetage de la police de Sydney en Nouvelle- Galles du Sud. Ces hommes et femmes de la brigade interviennent sur divers incidents, des accidents de la route aux accidents de train.
Le téléfilm pilote de la série diffusée le 15 mars 1989 a traité de la situation personnelle du sergent "Mickey" McClintock père de 2 enfants divorcés qui doit vivre en conjuguant son rôle de père et de Policier. Plusieurs problèmes ont été soulevés dans le téléfilm pilote, tels que la discrimination des femmes, le sexisme et la violence de rue. L'intrigue a évolué autour de l'entrée de la première femme membre de l'équipe de sauvetage de la police, l'agent Georgia Rattray, puis de la recherche d'un garçon disparu dans les égouts de Sydney. Au fil des saisons,le casting des personnages féminins s'est étoffée au point qu'elles ont occupés une place importantes dans les intrigues. Par la suite plusieurs problème sociétaux sont abordés au fil des saisons comme l'alcoolisme et les violences conjugales à travers le personnage  du père de Yannis Angelopoulos, Le suicide d'un père séparé de sa femme et de ses enfants à qui Mickey viendra en aide, les conflits conjugaux avec  Angel qui soupçonnera sa femme Héléna d’adultère. Cette série nous montre que ces Sauveteurs sont des humains avant tout avec leur force et faiblesse (Crise de panique du Sergent Macclintock) (La réaction violente de Angel qui a frappé le chauffard  ivre qui a tué son jeune frère) et leurs dilemmes concernant une implication trop personnel qui les conduiraient à aider les personnes qu'ils ont sauvé en dehors du cadre de leur travail. Cette trop grande implication peut avoir une issue tragique et les Personnages du sergent Macclintock et Cardillo se sont retrouvés dans cette situation car les personnes qu'ils ont aidés au delà de leurs obligations professionnels ont mis fins à leur jours. La série s'est arrêtée en 1996 en raison de la baisse des audiences au fil des saisons et du départ des anciens personnages. La série s'est conclue avec le renvoi de Angel de la police pour faute grave, et le départ des sergents Ratray et Macclintock de la brigade.

## Distribution
- Steve Bastoni (VF : Vincent Violette)  : Yiannis « Angel » Angelopoulos (1991-1996)
- Steve Bisley (VF : Philippe Ogouz) : Kevin « Nipper » Harris (1992-1994)
- Peter Brown (VF : Julien Thomast) : Trevor "Sootie" Coledale (1990-1991)
- Jeremy Callaghan (en) (VF : Emmanuel Karsen) : Brian Morley (1992-1996)
- John Clayton : Inspecteur Bill Adams (1989-1996)
- Salvatore Coco (en) (VF : Bernard Soufflet) : Joe Cardillo (1995-1996)
- Belinda Cotterill : Sharyn Elliot (1992-1996)
- Frankie J. Holden (en)(VF : Jean-Pierre Delage) puis (VF : Jean-Claude Robbe): Sergent Glenn « Spider » Webb (1994-1996)
- Tammy MacIntosh (en) (VF : Marie-Laure Beneston) : Kathy Orland (1992-1996)
- Tim McKenzie (VF : Gérard Dessalles) : Sergent Peter « Ridgy » Ridgeway (1989-1991)
- Marshall Napier (en) : Sergent Fred « Frog » Catteau (1989-1992)
- Ada Nicodemou : Anastasia Skouras (1994-1994)
- Leah Purcell (VF : Magalie Barney) : Tracy Davis (1995-1996)
- Doug Scroope (VF : Michel Barbey) : Percy « Ptomaine » Warren (1989-1993)
- Gary Sweet (en) (VF : Nicolas Marié) : Sergent Steve « Mickey » McClintock (1989-1996)
- Sonia Todd (en) (VF : Véronique Augereau) officier puis sergent : Georgia Rattray (1989-1996)

## Épisodes

### Pilote (1989)
1. Sydney Police (Rescue)

### Première saison (1991-1992)
1. La Mine piégée (Mates)
2. Le Père indigne (Angel After Hours)
3. Alerte au gaz (L.P.G.)
4. La Dernière Nuit (The Cosmic Lightbeam)
5. L’Évadé (Mad Dog)
6. Drôle de samedi soir (Saturday Night)
7. Paniers de crabes et de serpents (Reunion With Snake)
8. Opération mafia (Raid)
9. L’Image du père (One for Dad)
10. L’Otage (Hostage)
11. Sur un arbre perché (Up a Tree)
12. Un choix difficile (By the Book
13. Roméo et Juliette (Saving the Princess)

### Seconde saison (1992-1993)
1. Déraillement (Off the Track)
2. Le Sens du devoir (The Right Stuff)
3. Préméditation forcée (The Hard Way)
4. Une femme sous surveillance (The Big Canary)
5. Jugement dernier (Judgement Day)
6. Mise en scène (Stakeout)
7. Le Sucre (Sugar)
8. La Vengeance (With a Vengeance)
9. Mille raisons de mourir (Reasons to Live)
10. Persécution (From This Day Forward)
11. Angel a des états d'âmes (Angel’s Devils)
12. Des jours ordinaires (The Real Meaning)
13. Battements de cœur (Heartbeat)

### Troisième saison (1993-1994)
1. Disparitions en série (Lifeline)
2. Angel joue aux courses (Wild Goose Chase)
3. L’Ascensseur de l’angoisse (On a Roll)
4. Survie (Prodigal Daughter)
5. L’Enfant atomique[2] (The Loaded Boy)
6. Vieille branche (Good Buddy)
7. L’Heure de pointe (Rush Hour)
8. Folie meurtrière (Speeding)
9. Y’a plus d'enfants (Lift Sixteen)
10. Au bord du vide (Whirlwind)
11. Un sacré coup de froid (Cold Snap)
12. Double illusion (Double Illusion)
13. Le Dernier Espoir (The Last to Know)

### Hors série (1994)
1. Sydney Police le film  (Police Rescue: The Movie)

### Quatrième saison (1995)
1. Vertiges (On the Outer)
2. Menace pour la société (Conduct Endangering Life)
3. Le Bus tragique (Wrong Side of the Road)
4. Cas de conscience (Something's Got to Give)
5. L'Ange gardien (Guardian Angel)
6. Sauvetage en sous-sol (Double Jeopardy)
7. Seconde chance (Crossing the Line)
8. Traumatisme (Damage Control)
9. Désordres publics (Public Mischief)
10. À fond (Breaking Strain)
11. La Prison d’acier (The Sharp End)
12. Sauve-moi (Rescue Me)
13. Un frère de trop (Wild Card)

### Cinquième saison (1996)
1. Le Point ultime (The Ultimate)
2. Pêche interdite (Nobby's Place)
3. L’Apprentissage de la sagesse (The Getting of Wisdom)
4. La Rivière (The River)
5. La Bombe flottante (The Ship)
6. Descente aux enfers (Flash the Descent)
7. L’Enlèvement (The Holliman Kid)
8. La Faille (Tomorrow Never Knows)
9. Les Adieux (The Only Constant)

## Polémique
Le fait que TF1 ait eu l'autorisation du CSA entre 1994 et 1996 de qualifier Sydney Police d'«œuvre européenne», bien que tournée en Australie, a été l'objet de polémique.